# رجل البلاستيك
رجل البلاستيك هو بطل خارق في كواليتي كومكس قبل أن تستحوذ دي سي كومكس على الشخصية. تم ابتكار الشخصية من قبل جاك كول وظهرت لأول مرة في أغسطس 1941.